# جبريل ألفاريز
جبريل ألفاريز (بالإسبانية: Gabriel Álvarez)‏ هو راكب الكنو كوستاريكي، ولد في 2 مايو 1969.

## وصلات خارجية
- جبريل ألفاريز على موقع أوليمبيديا (الإنجليزية)